# Satz von Stinespring
Der Satz von Stinespring, benannt nach W. Forrest Stinespring, ist ein Satz aus dem mathematischen Teilgebiet der Funktionalanalysis aus dem Jahre 1955. Er besagt, dass vollständig positive Operatoren auf C*-Algebren im Wesentlichen Kompressionen von Hilbertraum-Darstellungen sind.

## Formulierungen
Es sei {\displaystyle A} eine C*-Algebra mit Einselement und {\displaystyle \varphi :A\rightarrow L(H)} ein vollständig positiver Operator in die Algebra der stetigen, linearen Operatoren über einem Hilbertraum {\displaystyle H}. Dann gibt es einen Hilbertraum {\displaystyle {\hat {H}}}, eine Hilbertraum-Darstellung {\displaystyle \pi :A\rightarrow L({\hat {H}})} und einen stetigen, linearen Operator {\displaystyle V:H\rightarrow {\hat {H}}}, so dass
{\displaystyle \varphi (a)=V^{*}\pi (a)V} für alle {\displaystyle a\in A}
Insbesondere ist {\displaystyle \|\varphi \|=\|V^{*}V\|=\|\varphi (1)\|}.
Gilt sogar {\displaystyle \varphi (1)=\mathrm {id_{H}} }, so kann man zusätzlich annehmen, dass {\displaystyle H\subset {\hat {H}}} und die Konstruktion so einrichten, dass
{\displaystyle \varphi (a)=P_{H}\pi (a)|_{H}} für alle {\displaystyle a\in A}
gilt, wobei {\displaystyle P_{H}} die Orthogonalprojektion auf {\displaystyle H} sei und {\displaystyle |_{H}} für die Beschränkung auf den Unterraum {\displaystyle H\subset {\hat {H}}} stehe.
Hat die C*-Algebra {\displaystyle A} kein Einselement, so kann man eines adjungieren und {\displaystyle \varphi } mit der Definition {\displaystyle \varphi (1):=\mathrm {id_{H}} } zu einem vollständig positiven Operator fortsetzen und darauf obigen Satz anwenden. Allerdings vergrößert sich dabei möglicherweise die Norm von {\displaystyle \varphi }.

## Der Satz von Naimark
Der Satz von Naimark aus dem Jahre 1943, benannt nach Mark Naimark, ist ein wichtiger Vorläufer des Satzes von Stinespring, er behandelt den Fall kommutativer C*-Algebren:
Es sei {\displaystyle A} eine kommutative C*-Algebra mit Einselement und {\displaystyle \varphi :A\rightarrow L(H)} ein positiver Operator in die Algebra der stetigen, linearen Operatoren über einem Hilbertraum {\displaystyle H}. Dann gibt es einen Hilbertraum {\displaystyle {\hat {H}}\supset H}, eine Hilbertraum-Darstellung {\displaystyle \pi :A\rightarrow L({\hat {H}})} und einen stetigen, linearen Operator {\displaystyle V:H\rightarrow {\hat {H}}}, so dass
{\displaystyle \varphi (a)=P_{H}\pi (a)|_{H}} für alle {\displaystyle a\in A}
gilt, wobei {\displaystyle P_{H}} die Orthogonalprojektion auf {\displaystyle H} sei und {\displaystyle |_{H}} für die Beschränkung auf den Unterraum {\displaystyle H\subset {\hat {H}}} stehe.
Dieser Satz ergibt sich leicht aus obiger zweiter Version des Satzes von Stinespring und der Tatsache, dass positive Operatoren auf kommutativen C*-Algebren automatisch vollständig positiv sind.

## Der Satz von Kasparow-Stinespring
Die folgende Version des Satzes von Stinespring geht auf G. G. Kasparow zurück.
Es seien {\displaystyle A} eine separable und {\displaystyle B} eine σ-unitale  C*-Algebra. {\displaystyle \varphi :A\rightarrow M^{s}(B)} sei ein vollständig positiver Operator mit Norm {\displaystyle \leq 1} in die stabile Multiplikatorenalgebra über {\displaystyle B}.
Dann gibt es einen *-Homomorphismus {\displaystyle \pi :A\rightarrow M_{2}(M^{s}(B))} in die Algebra der {\displaystyle 2\times 2}-Matrizen über {\displaystyle M^{s}(B)}, so dass:
{\displaystyle {\begin{pmatrix}\varphi (a)&0\\0&0\end{pmatrix}}={\begin{pmatrix}1&0\\0&0\end{pmatrix}}\cdot \pi (a)\cdot {\begin{pmatrix}1&0\\0&0\end{pmatrix}}} für alle {\displaystyle a\in A}.
In diesem Fall kann man die Konstruktion also derart einrichten, dass die Kompression des *-Homomorphismus die obere, linke Ecke einer {\displaystyle 2\times 2}-Matrix ist.